# Macromitrium subincurvum
Macromitrium subincurvum är en bladmossart som beskrevs av Jules Cardot och Thériot in Thériot 1906*. Macromitrium subincurvum ingår i släktet Macromitrium och familjen Orthotrichaceae. Inga underarter finns listade i Catalogue of Life.